# Georges Radziwiłł (1721-1754)
Georges Radziwiłł (4 février 1721–13 décembre 1754) (en lituanien: Jurgis Radvila, en polonais: Jerzy Radziwiłł), fils de Nicolas Faustyn Radziwiłł et de Barbara Frances Zawisza-Kieżgajłło, voïvode de Navahroudak.

## Mariage et descendance
Il épouse Salomé Anna Sapieha

## Crédit
- (lt) Cet article est partiellement ou en totalité issu de l’article de Wikipédia en lituanien intitulé « Jurgis Radvila V » (voir la liste des auteurs).